# Уваровщинский сельсовет
Уваровщинский сельсовет — сельское поселение в Кирсановском районе Тамбовской области Российской Федерации.
Административный центр — село Большая Уваровщина.

## История
Статус и границы сельского поселения установлены Законом Тамбовской области от 17 сентября 2004 года № 232-З «Об установлении границ и определении места нахождения представительных органов муниципальных образований в Тамбовской области».

## Население
| 2010  | 2012  | 2013  | 2014  | 2015  | 2016  | 2017  |
| ----- | ----- | ----- | ----- | ----- | ----- | ----- |
| 6048  | ↘6023 | ↘6007 | ↘5957 | ↘5879 | ↘5826 | ↘5704 |
| 2018  | 2019  | 2020  | 2021  |       |       |       |
| ↘5618 | ↘5508 | ↘5446 | ↗6172 |       |       |       |

## Состав сельского поселения
| №  | Населённый пункт   | Тип населённого пункта       | Население |
| -- | ------------------ | ---------------------------- | --------- |
| 1  | Большая Уваровщина | село, административный центр | 479       |
| 2  | Двойнёвка          | деревня                      | 186       |
| 3  | Жулидовка          | посёлок                      | 489       |
| 4  | Компрессорная      | посёлок                      | 369       |
| 5  | Коровинка          | посёлок                      | 13        |
| 6  | Красный Октябрь    | посёлок                      | 2         |
| 7  | Лесной             | посёлок                      | 129       |
| 8  | Малая Уваровщина   | село                         | 308       |
| 9  | Овсяновская Дорога | посёлок                      | 1471      |
| 10 | Прямица            | посёлок                      | 1641      |
| 11 | Терны              | посёлок                      | 70        |
| 12 | Тоновка            | посёлок                      | 891       |